# Aeschynanthus longicaulis
Aeschynanthus longicaulis  es una especie de planta perenne de la familia Gesneriaceae, nativa a Vietnam, Tailandia y Malasia. 

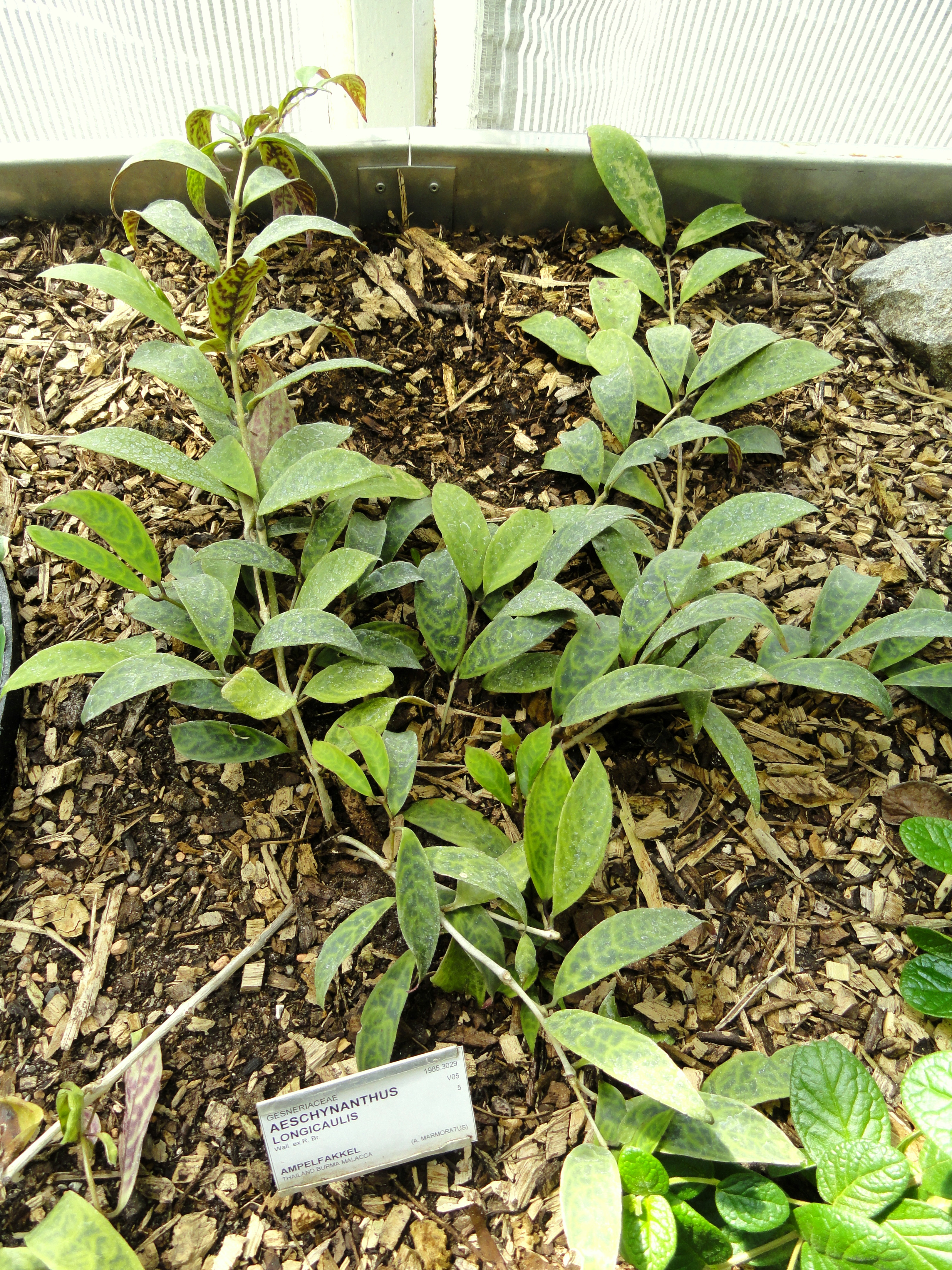
Vista de la planta

## Descripción
Produce racimos de flores de color naranja con tallos rastreros de hojas verde oscuro, que florece de verano a invierno.

## Usos
A. longicaulis se cultiva como planta de interior en templadas regiones. Ha ganado el premio Award of Garden Merit de la Royal Horticultural Society.

## Taxonomía
Aeschynanthus longicaulis fue descrita por Wall. ex R.Br. y publicado en Plantae Javanicae Rariores 116. 1839.
Etimología
Aeschynanthus: nombre genérico que deriva de las palabras griegas αισχυνη,  aischyne = "vergüenza", αισχυνω ,  aischynō = "de lo que avergonzarse" , y ανθος , anthos = "flor" , aludiendo a la corola generalmente d color rojo, o (menos probable ) de αίσχυνειν ,  aischýnein = "deformación , distorsionar" y άνθος ,  anthos  = "flor", en referencia a la extraña forma de la corola.
longicaulis: epíteto latíno que significa  "de tallo largo".
Sinonimia
- Aeschynanthus marmoratus T.Moore
- Aeschynanthus zebrinus Lem.
- Aeschynanthus zebrinus Van Houtte ex Walp.
- Trichosporum longicaule Kuntze
- Trichosporum marmoratum Kuntze[6]